# Aznalcóllar
Aznalcóllar é um município da Espanha na província de Sevilha, comunidade autónoma da Andaluzia, de área 199 km² com população de 6168 habitantes (2007) e densidade populacional de 30,99 hab./km².

## Demografia
| Variação demográfica do município entre 1991 e 2004 | Variação demográfica do município entre 1991 e 2004 | Variação demográfica do município entre 1991 e 2004 | Variação demográfica do município entre 1991 e 2004 |
| --------------------------------------------------- | --------------------------------------------------- | --------------------------------------------------- | --------------------------------------------------- |
| 1991                                                | 1996                                                | 2001                                                | 2004                                                |
| 5571                                                | 5812                                                | 5809                                                | 5841                                                |